# Обедзіно
Обедзіно (пол. Obiedzino) — село в Польщі, у гміні Кольно Кольненського повіту Підляського воєводства.
Населення — 126 осіб (2011).
У 1975-1998 роках село належало до Ломжинського воєводства.

## Демографія
Демографічна структура станом на 31 березня 2011 року:
|          | Загалом | Допрацездатний вік | Працездатний вік | Постпрацездатний вік |
| -------- | ------- | ------------------ | ---------------- | -------------------- |
| Чоловіки | 57      | 12                 | 36               | 9                    |
| Жінки    | 69      | 23                 | 33               | 13                   |
| Разом    | 126     | 35                 | 69               | 22                   |